# Capital financer
El capital financer és la fusió del capital del mercat financer i bancari amb el capital industrial, agrícola i comercial.
Els recursos monetaris de les diferents institucions bancàries són utilitzats per fomentar i impulsar les diverses activitats econòmiques, mitjançant el crèdit en les més diverses formes. Els estats depenen dels grans emprèstits que signen el seu deute extern i intern. Els bancs d'inversió mobilitzen gegantins recursos cap a la borsa de valors, on els diners es converteix en accions de les empreses privades o privatitzades, de manera que el capital financer determina cada vegada més la propietat i encara més, la seva direcció.
Les diferents corporacions transnacionals s'entrellacen mitjançant el capital financer i articulen grups de capital internacional, visibles per la coincidència entre integrants de les juntes directives de les societats anònimes o per accions, que representen els mateixos propietaris, o socis d'una o altra empresa ja siguin transnacional o internacional.
El capital financer en moltes ocasions s'ha centralitzat internacionalment sota el comandament de grups relativament reduïts, com a resultat, tant de la fusió i absorció d'institucions bancàries i de les empreses de diferents branques de la producció, així com per casos de monopolització artificial.
Rudolf Hilferding a la seva obra Dones Finanzkapital (1909), va ser el pioner de l'anàlisi sobre la importància que cobrava i cobraria al capitalisme el capital financer, a tot el món.